# Niederländische Hockeynationalmannschaft der Herren
Die niederländische Hockeynationalmannschaft der Herren repräsentiert den Königlich Niederländischen Hockey-Bund (KNHB) auf internationaler Ebene, zum Beispiel bei der Hockey-Weltmeisterschaft, der Champions Trophy oder den Olympischen Sommerspielen. Das erste Länderspiel fand 1926 gegen Belgien in Antwerpen statt, das die Niederlande 2:1 für sich entscheiden konnte. Ein 4:1 gegen Australien im Mai 2000 bedeutete das 1000. Match der Länderspiel-Geschichte. Die Mannschaft gewann dreimal die Goldmedaille bei Olympischen Spielen, dreimal die Feldhockey-Weltmeisterschaften, siebenmal die Feldhockey-Europameisterschaften und achtmal die Champions Trophy.
Aktuell (Juni 2025) steht die Nationalmannschaft in der Weltrangliste auf dem Feld auf Rang 1 und in der Halle auf Rang 16.

## Erfolge

### Medaillenränge bei Olympischen Spielen

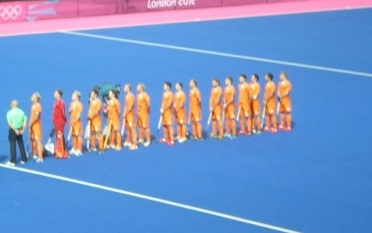
Die Mannschaft bei den Olympischen Spielen 2012

- Gold bei den XXXIII. Olympischen Spielen 2024 in Paris
- Silber bei den XXX. Olympischen Spielen 2012 in London
- Silber bei den XXVIII. Olympischen Spielen 2004 in Athen
- Gold bei den XXVII. Olympischen Spielen 2000 in Sydney
- Gold bei den XXVI. Olympischen Spielen 1996 in Atlanta
- Bronze bei den XXIV. Olympischen Spielen 1988 in Seoul
- Silber bei den XV. Olympischen Spielen 1952 in Helsinki
- Bronze bei den XIV. Olympischen Spielen 1948 in London
- Bronze bei den XI. Olympischen Spielen 1936 in Berlin
- Silber bei den IX. Olympischen Spielen 1928 in Amsterdam

### Weltmeisterschaften

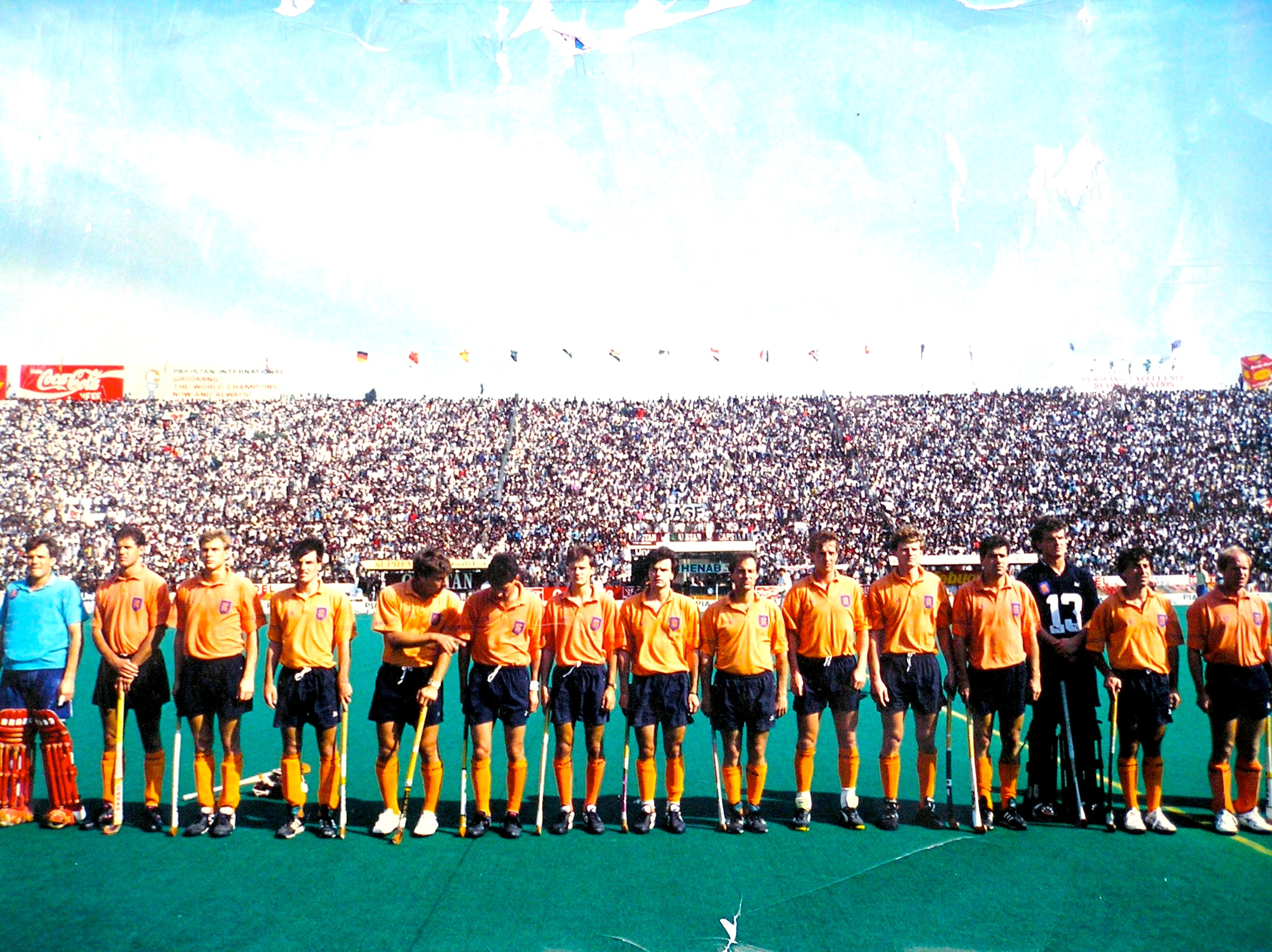
Die Mannschaft vor dem WM-Finale 1990

- 3. Platz bei der 15. Weltmeisterschaft 2023 in Bhubaneswar, Indien
- 2. Platz bei der 14. Weltmeisterschaft 2018 in Bhubaneswar, Indien
- 2. Platz bei der 13. Weltmeisterschaft 2014 in Den Haag, Niederlande
- 3. Platz bei der 12. Weltmeisterschaft 2010 in Neu-Delhi, Indien
- 3. Platz bei der 10. Weltmeisterschaft 2002 in Kuala Lumpur, Malaysia
- 1. Platz bei der 9. Weltmeisterschaft 1998 in Utrecht, Niederlande
- 2. Platz bei der 8. Weltmeisterschaft 1994 in Sydney, Australien
- 1. Platz bei der 7. Weltmeisterschaft 1990 in Lahore, Pakistan
- 2. Platz bei der 4. Weltmeisterschaft 1978 in Buenos Aires, Argentinien
- 1. Platz bei der 2. Weltmeisterschaft 1973 in Amsterdam, Niederlande

### Europameisterschaften
- 2. Platz bei der 20. Europameisterschaft 2025 in Mönchengladbach, Deutschland
- 1. Platz bei der 19. Europameisterschaft 2023 in Mönchengladbach, Deutschland
- 1. Platz bei der 18. Europameisterschaft 2021 in Amstelveen, Niederlande
- 3. Platz bei der 17. Europameisterschaft 2019 in Antwerpen, Belgien
- 1. Platz bei der 16. Europameisterschaft 2017 in Amstelveen, Niederlande
- 1. Platz bei der 15. Europameisterschaft 2015 in London, England
- 3. Platz bei der 14. Europameisterschaft 2013 in Boom, Belgien
- 2. Platz bei der 13. Europameisterschaft 2011 in Mönchengladbach, Deutschland
- 3. Platz bei der 12. Europameisterschaft 2009 in Amsterdam, Niederlande
- 1. Platz bei der 11. Europameisterschaft 2007 in Manchester, Großbritannien
- 2. Platz bei der 10. Europameisterschaft 2005 in Leipzig, Deutschland
- 2. Platz bei der 8. Europameisterschaft 1999 in Padua, Italien
- 2. Platz bei der 7. Europameisterschaft 1995 in Dublin, Irland
- 2. Platz bei der 6. Europameisterschaft 1991 in Paris, Frankreich
- 1. Platz bei der 5. Europameisterschaft 1987 in Moskau, Russland
- 1. Platz bei der 4. Europameisterschaft 1983 in  Amstelveen, Niederlande
- 2. Platz bei der 3. Europameisterschaft 1978 in  Hannover, Deutschland
- 3. Platz bei der 2. Europameisterschaft 1974 in Madrid, Spanien
- 2. Platz bei der 1. Europameisterschaft 1970 in  Brüssel, Belgien

### Champions Trophy
- 5. Platz 2014 – Bhubaneswar, Indien
- 2. Platz 2012 – Melbourne, Australien
- 3. Platz 2011 – Auckland, Neuseeland
- 3. Platz 2010 – Mönchengladbach, Deutschland
- 3. Platz 2007 – Kuala Lumpur, Malaysia
- 1. Platz 2006 – Terrassa, Spanien
- 2. Platz 2005 – Chennai, Indien
- 2. Platz 2004 – Lahore, Pakistan
- 1. Platz 2003 – Amstelveen, Niederlande
- 1. Platz 2002 – Köln, Deutschland
- 3. Platz 2001 – Rotterdam, Niederlande
- 1. Platz 2000 – Amstelveen, Niederlande
- 3. Platz 1999 – Brisbane, Australien
- 1. Platz 1998 – Lahore, Pakistan
- 2. Platz 1997 – Adelaide, Australien
- 1. Platz 1996 – Madras, Indien
- 3. Platz 1994 – Lahore, Pakistan
- 3. Platz 1993 – Kuala Lumpur, Malaysia
- 3. Platz 1991 – Berlin, Deutschland
- 2. Platz 1990 – Melbourne, Australien
- 2. Platz 1989 – Berlin, Deutschland
- 2. Platz 1987 – Amstelveen, Niederlande
- 1. Platz 1982 – Amstelveen, Niederlande
- 1. Platz 1981 – Karachi, Pakistan

## Kader

### Olympische Spiele 2016
- Trainer: Max Caldas
- Assistent: Alexander Cox

| Name                 | Nummer | Club          |
| -------------------- | ------ | ------------- |
| Torhüter             |        |               |
| Jaap Stockmann       | 1      | Bloemendaal   |
| Pirmin Blaak         | 26     | Rotterdam     |
| Verteidiger          |        |               |
| Glenn Schuurman      | 6      | Bloemendaal   |
| Hidde Turkstra       | 29     | Rotterdam     |
| Jorrit Croon         | 7      | HGC Wassenaar |
| Sander de Wijn       | 23     | Kampong       |
| Robert van der Horst | 24     | Oranje Zwart  |
| Mink van der Weerden | 30     | Oranje Zwart  |
| Mittelfeld           |        |               |
| Bob de Voogd         | 19     | Oranje Zwart  |
| Valentin Verga       | 10     | Amsterdam     |
| Robbert Kemperman    | 14     | Kampong       |
| Sander Baart         | 13     | Oranje Zwart  |
| Rogier Hofman        | 22     | Bloemendaal   |
| Stürmer              |        |               |
| Seve van Ass         | 25     | Rotterdam     |
| Billy Bakker         | 8      | Amsterdam     |
| Jeroen Hertzberger   | 11     | Rotterdam     |
| Mirco Pruyser        | 16     | Amsterdam     |
| Constantijn Jonker   | 27     | Kampong       |

### WM 2014
- Trainer: Paul van Ass
- Assistent: Eric Verboom

| Name                  | Nummer | Club         |
| --------------------- | ------ | ------------ |
| Torhüter              |        |              |
| Jaap Stockmann        | 1      | Bloemendaal  |
| Pirmin Blaak          | 26     | Rotterdam    |
| Verteidiger           |        |              |
| Floris van der Linden | 3      | HGC          |
| Marcel Balkestein     | 5      | Oranje Zwart |
| Wouter Jolie          | 7      | Bloemendaal  |
| Sander de Wijn        | 23     | Kampong      |
| Robert van der Horst  | 24     | Oranje Zwart |
| Mink van der Weerden  | 30     | Oranje Zwart |
| Mittelfeld            |        |              |
| Klaas Vermeulen       | 4      | Amsterdam    |
| Valentin Verga        | 10     | Amsterdam    |
| Robbert Kemperman     | 12     | Kampong      |
| Sander Baart          | 13     | Oranje Zwart |
| Seve van Ass          | 25     | Rotterdam    |
| Stürmer               |        |              |
| Billy Bakker          | 8      | Amsterdam    |
| Jeroen Hertzberger    | 11     | Rotterdam    |
| Jelle Galema          | 20     | Oranje Zwart |
| Rogier Hofman         | 22     | Bloemendaal  |
| Constantijn Jonker    | 27     | Kampong      |